# Каліду Кулібалі
Каліду Кулібалі (фр. Kalidou Koulibaly, нар. 20 червня 1991, Сен-Дьє-де-Вож, Франція) — сенегальський і французький футболіст, захисник клубу «Аль-Гіляль» та капітан збірної Сенегалу.
Володар Кубка Бельгії. Володар Суперкубка і Кубка Італії. Найкращий сенегальський футболіст 2017 року.

## Клубна кар'єра
Вихованець юнацьких команд футбольних клубів «Сен-Дьє» та «Мец».
У дорослому футболі дебютував 2010 року виступами за команду клубу «Мец», в якій провів два сезони, взявши участь у 41 матчі чемпіонату. Більшість часу, проведеного у складі «Меца», був основним гравцем захисту команди.
Своєю грою за цю команду привернув увагу представників тренерського штабу клубу «Генк», до складу якого приєднався 2012 року. Відіграв за команду з Генка наступні два сезони своєї ігрової кар'єри. Граючи у складі «Генка» також здебільшого виходив на поле в основному складі команди.
До складу клубу «Наполі» приєднався 2014 року. Відразу ж отримав постійне місце у захисті неаполітанської команди. Був одним з її основних захисників протягом восьми сезонів, взявши за цей час участь у понад 300 іграх різних турнірів.
16 липня 2022 року досвідчений 31-річний захисник за 38 мільйонів євро перебрався до лондонського «Челсі», з яким уклав чотирирічний контракт.

## Виступи за збірну
Протягом 2011–2012 років залучався до складу молодіжної збірної Франції. На молодіжному рівні зіграв в 11 офіційних матчах.
З 2015 року залучається до лав національної збірної Сенегалу.
| Дата       | Місто        | Господарі            | Результат               | Гості                | Турнір                                      | Голи | Примітки     |
| ---------- | ------------ | -------------------- | ----------------------- | -------------------- | ------------------------------------------- | ---- | ------------ |
| 5-9-2015   | Віндгук      | Намібія              | 0 – 2                   | Сенегал              | Відбір до Кубка африканських націй 2017     | -    |              |
| 8-9-2015   | Йоганнесбург | ПАР                  | 1 – 0                   | Сенегал              | товариський матч                            | -    | 64'          |
| 13-10-2015 | Алжир        | Алжир                | 1 – 0                   | Сенегал              | товариський матч                            | -    |              |
| 13-11-2015 | Антананаріву | Мадагаскар           | 2 – 2                   | Сенегал              | Відбір до ЧС 2018                           | -    |              |
| 17-11-2015 | Дакар        | Сенегал              | 3 – 0                   | Мадагаскар           | Відбір до ЧС 2018                           | -    |              |
| 26-3-2016  | Дакар        | Сенегал              | 2 – 0                   | Нігер                | Відбір до Кубка африканських націй 2017     | -    |              |
| 29-3-2016  | Ніамей       | Нігер                | 1 – 2                   | Сенегал              | Відбір до Кубка африканських націй 2017     | -    |              |
| 28-5-2016  | Кігалі       | Руанда               | 0 – 2                   | Сенегал              | товариський матч                            | -    | 67'          |
| 4-6-2016   | Бужумбура    | Бурунді              | 0 – 2                   | Сенегал              | Відбір до Кубка африканських націй 2017     | -    |              |
| 3-9-2016   | Дакар        | Сенегал              | 2 – 0                   | Намібія              | Відбір до Кубка африканських націй 2017     | -    |              |
| 8-10-2016  | Дакар        | Сенегал              | 2 – 0                   | Кабо-Верде           | Відбір до ЧС 2018                           | -    |              |
| 11-1-2017  | Браззавіль   | Республіка Конго     | 0 – 2                   | Сенегал              | товариський матч                            | -    |              |
| 15-1-2017  | Франсвіль    | Туніс                | 0 – 2                   | Сенегал              | Кубок африканських націй 2017 - 1-й етап    | -    | 41'          |
| 19-1-2017  | Франсвіль    | Сенегал              | 2 – 0                   | Зімбабве             | Кубок африканських націй 2017 - 1-й етап    | -    |              |
| 29-1-2017  | Франсвіль    | Сенегал              | 0 – 0 д.ч. (4 - 5 п.п.) | Камерун              | Кубок африканських націй 2017 - чвертьфінал | -    |              |
| 23-3-2017  | Лондон       | Нігерія              | 1 – 1                   | Сенегал              | товариський матч                            | -    |              |
| 6-6-2017   | Дакар        | Сенегал              | 0 – 0                   | Уганда               | товариський матч                            | -    |              |
| 10-6-2017  | Дакар        | Сенегал              | 3 – 0                   | Екваторіальна Гвінея | Відбір до Кубка африканських націй 2019     | -    |              |
| 2-9-2017   | Дакар        | Сенегал              | 0 – 0                   | Буркіна-Фасо         | Відбір до ЧС 2018                           | -    | 84'          |
| 7-10-2017  | Прая         | Кабо-Верде           | 0 – 2                   | Сенегал              | Відбір до ЧС 2018                           | -    |              |
| 10-11-2017 | Полокване    | ПАР                  | 0 – 2                   | Сенегал              | Відбір до ЧС 2018                           | -    |              |
| 27-3-2018  | Дакар        | Сенегал              | 0 – 0                   | Боснія і Герцеговина | товариський матч                            | -    |              |
| 31-5-2018  | Люксембург   | Люксембург           | 0 – 0                   | Сенегал              | товариський матч                            | -    | 46'          |
| 8-6-2018   | Осієк        | Хорватія             | 2 – 1                   | Сенегал              | товариський матч                            | -    | 35' 82'      |
| 11-6-2018  | Гредіг       | Сенегал              | 2 – 0                   | Південна Корея       | товариський матч                            | -    |              |
| 19-6-2018  | Москва       | Польща               | 1 – 2                   | Сенегал              | ЧС 2018 - 1-й етап                          | -    |              |
| 24-6-2018  | Єкатеринбург | Японія               | 2 – 2                   | Сенегал              | ЧС 2018 - 1-й етап                          | -    |              |
| 28-6-2018  | Самара       | Сенегал              | 0 – 1                   | Колумбія             | ЧС 2018 - 1-й етап                          | -    |              |
| 9-9-2018   | Антананаріву | Мадагаскар           | 2 – 2                   | Сенегал              | Відбір до Кубка африканських націй 2019     | -    | 73'          |
| 17-11-2018 | Бата         | Екваторіальна Гвінея | 0 – 1                   | Сенегал              | Відбір до Кубка африканських націй 2019     | -    |              |
| 23-3-2019  | Дакар        | Сенегал              | 2 – 0                   | Мадагаскар           | Відбір до Кубка африканських націй 2019     | -    |              |
| 16-6-2019  | Ісмаїлія     | Сенегал              | 1 – 0                   | Нігерія              | товариський матч                            | -    |              |
| 23-6-2019  | Каїр         | Сенегал              | 2 – 0                   | Танзанія             | Кубок африканських націй 2019 - 1-й етап    | -    |              |
| 27-6-2019  | Каїр         | Сенегал              | 0 – 1                   | Алжир                | Кубок африканських націй 2019 - 1-й етап    | -    |              |
| 1-7-2019   | Каїр         | Кенія                | 0 – 3                   | Сенегал              | Кубок африканських націй 2019 - 1-й етап    | -    |              |
| 5-7-2019   | Каїр         | Уганда               | 0 – 1                   | Сенегал              | Кубок африканських націй 2019 - 1/8 фіналу  | -    | 70'          |
| 10-7-2019  | Каїр         | Сенегал              | 1 – 0                   | Бенін                | Кубок африканських націй 2019 - чвертьфінал | -    |              |
| 14-7-2019  | Каїр         | Сенегал              | 1 – 0 д.ч.              | Туніс                | Кубок африканських націй 2019 - півфінал    | -    | 74'          |
| 10-10-2019 | Сінгапур     | Бразилія             | 1 – 1                   | Сенегал              | товариський матч                            | -    | 67'          |
| 13-11-2019 | Тієс         | Сенегал              | 2 – 0                   | Республіка Конго     | Відбір до Кубка африканських націй 2021     | -    | кап.         |
| 17-11-2019 | Манзіні      | Есватіні             | 1 – 4                   | Сенегал              | Відбір до Кубка африканських націй 2021     | -    | кап.         |
| 11-11-2020 | Тієс         | Сенегал              | 2 – 0                   | Гвінея-Бісау         | Відбір до Кубка африканських націй 2021     | -    | кап. 80'     |
| 15-11-2020 | Бісау        | Гвінея-Бісау         | 0 – 1                   | Сенегал              | Відбір до Кубка африканських націй 2021     | -    | кап. 43'     |
| 30-3-2021  | Дакар        | Сенегал              | 1 – 1                   | Есватіні             | Відбір до Кубка африканських націй 2021     | -    |              |
| 5-6-2021   | Тієс         | Сенегал              | 3 – 1                   | Замбія               | товариський матч                            | -    | кап. 53' 83' |
| 8-6-2021   | Тієс         | Сенегал              | 2 – 0                   | Кабо-Верде           | товариський матч                            | -    | кап. 82'     |
| 1-9-2021   | Тієс         | Сенегал              | 2 – 0                   | Того                 | Відбір до ЧС 2022                           | -    | кап.         |
| 7-9-2021   | Браззавіль   | Республіка Конго     | 1 – 3                   | Сенегал              | Відбір до ЧС 2022                           | -    | кап. 45+1'   |
| 9-10-2021  | Тієс         | Сенегал              | 4 – 1                   | Намібія              | Відбір до ЧС 2022                           | -    | кап.         |
| 12-10-2021 | Йоганнесбург | Намібія              | 1 – 3                   | Сенегал              | Відбір до ЧС 2022                           | -    | кап.         |
| 11-11-2021 | Ломе         | Того                 | 1 – 1                   | Сенегал              | Відбір до ЧС 2022                           | -    | кап.         |
| 14-11-2021 | Тієс         | Сенегал              | 2 – 0                   | Республіка Конго     | Відбір до ЧС 2022                           | -    | кап.         |
| 18-1-2022  | Бафусам      | Малаві               | 0 – 0                   | Сенегал              | Кубок африканських націй 2021 - 1-й етап    | -    | кап.         |
| 25-1-2022  | Бафусам      | Сенегал              | 2 – 0                   | Кабо-Верде           | Кубок африканських націй 2021 - 1/8 фіналу  | -    | кап.         |
| 30-1-2022  | Яунде        | Сенегал              | 3 – 1                   | Екваторіальна Гвінея | Кубок африканських націй 2021 - чвертьфінал | -    | кап.         |
| 2-2-2022   | Яунде        | Буркіна-Фасо         | 1 – 3                   | Сенегал              | Кубок африканських націй 2021 - півфінал    | -    | кап.         |
| 6-2-2022   | Яунде        | Сенегал              | 0 – 0 д.ч. (4 – 2 п.п.) | Єгипет               | Кубок африканських націй 2021 - Фінал       | -    | кап. 44'     |
| 25-3-2022  | Каїр         | Єгипет               | 1 – 0                   | Сенегал              | Відбір до ЧС 2022                           | -    | кап.         |
| 29-3-2022  | Дакар        | Сенегал              | 1 – 0 д.ч. (3 – 1 п.п.) | Єгипет               | Відбір до ЧС 2022                           | -    | кап.         |
| 4-6-2022   | Діамніадіо   | Сенегал              | 3 – 1                   | Бенін                | Відбір до Кубка африканських націй 2023     | -    | кап.         |
| 7-6-2022   | Кігалі       | Руанда               | 0 – 1                   | Сенегал              | Відбір до Кубка африканських націй 2023     | -    | кап.         |
| 24-9-2022  | Орлеан       | Болівія              | 0 – 2                   | Сенегал              | товариський матч                            | -    | кап.         |
| Усього     |              | Матчів               | 62                      |                      | Голів                                       | 0    |              |

## Титули і досягнення
- Володар Кубка Бельгії (1):

«Генк»: 2012–13
- Володар Суперкубка Італії з футболу (1):

«Наполі»: 2014
- Володар Кубка Італії (1):

«Наполі»: 2019–20
- Чемпіон Саудівської Аравії (1):

«Аль-Гіляль»: 2023-24
- Володар Королівського кубка Саудівської Аравії (1):

«Аль-Гіляль»: 2023-24
- Володар Суперкубка Саудівської Аравії (2):

«Аль-Гіляль»: 2023, 2024
Збірні
- Переможець Кубка африканських націй: 2021
- Срібний призер Кубка африканських націй: 2019